# Adolf Birch-Hirschfeld
Adolf Birch-Hirschfeld, född 1 oktober 1849 i Kiel, död 11 januari 1917 i Gautzsch, var en tysk romanist. Han var bror till Felix Viktor Birch-Hirschfeld.
Birch-Hirschfeld studerade först naturvetenskap, därpå filologi och blev efter ett längre uppehåll i Paris professor i Giessen 1883, men flyttade 1891 till Leipzig. Han författade bland annat Die Sage vom Gral (1877), Über die den provenzalischen Troubadours bekannten epischen Stoffe (1878) och Geschichte der französischen Literatur seit Beginn des 16. Jahrhunderts (I, 1889).